# Finale del campionato mondiale di calcio 2022
La finale del campionato mondiale di calcio 2022 si è disputata il 18 dicembre 2022 allo stadio Iconico di Lusail tra l'Argentina e la Francia.
Considerata da alcuni osservatori la migliore finale nella storia dei Mondiali, nonché uno degli incontri calcistici più spettacolari di tutti i tempi, la sfida è stata vinta dall'Argentina per 4-2 ai tiri di rigore, dopo il 2-2 dei tempi regolamentari e il 3-3 maturato nei tempi supplementari, per un risultato complessivo di 7-5: la nazionale sudamericana si aggiudicò così la sua terza Coppa del Mondo FIFA, a 36 anni di distanza dal titolo precedente.
È stata la terza volta, dopo il 1994 e il 2006, in cui la finale si è decisa ai tiri di rigore, e la seconda volta consecutiva in cui a uscirne sconfitta è stata la Francia.
L'evento è stato seguito da 1,5 miliardi di persone nel mondo, stabilendo il record di evento sportivo singolo con il maggior numero di spettatori di sempre.

## Le squadre
| Squadra   | Finali disputate in precedenza (il grassetto indica la vittoria) |
| --------- | ---------------------------------------------------------------- |
| Argentina | 5 (1930, 1978, 1986, 1990, 2014)                                 |
| Francia   | 3 (1998, 2006, 2018)                                             |

## Cammino verso la finale
Campione del Sud America in carica, l'Argentina era reduce da una serie di 36 partite senza sconfitte nelle gare precedenti all'incontro di esordio nel Gruppo C del torneo, in cui subì un'inaspettata battuta d'arresto contro l'Arabia Saudita per 1-2 dopo essersi portata in vantaggio con un rigore di Lionel Messi e dopo l'annullamento di tre reti segnate in fuorigioco dai sudamericani. Quattro giorni più tardi l'Albiceleste sconfisse 2-0 il Messico, riaccendendo le proprie speranze di qualificazione agli ottavi di finale, cosa poi avvenuta da prima in solitaria grazie alla vittoria, nuovamente per 2-0, nella terza partita contro la Polonia. Nella fase ad eliminazione diretta la Selección sconfisse per 2-1 l'Australia negli ottavi di finale, mentre nei quarti prevalse per 4-3 ai rigori (dopo aver concluso i tempi regolamentari sul 2-2) contro i Paesi Bassi e in semifinale eliminò la Croazia per 3-0, accedendo così alla sesta finale mondiale della propria storia.
Il sorteggio della fase finale della competizione riservò alla Francia, detentrice del titolo mondiale, coincidenze con l'ultima partecipazione: i Bleus capitarono infatti nel Gruppo D nuovamente con Australia e Danimarca, più una formazione nordafricana a completare il quadro (la Tunisia, "sostituta" del Perù dell'edizione precedente). La squadra di Deschamps riuscì a superare il girone dopo che nelle tre edizioni precedenti i campioni in carica erano stati sempre eliminati al primo turno, in virtù del 4-1 in rimonta all'Australia all'esordio e alla vittoria per 2-1 contro i danesi. Perse la terza partita per 0-1 contro la Tunisia, risultato duramente contestato per via dell'annullamento di una rete dei francesi dopo il triplice fischio dell'arbitro, che tuttavia non pregiudicò l'accesso da prima classificata (per via della migliore differenza reti rispetto all'Australia) alla fase ad eliminazione diretta. Agli ottavi ebbero la meglio sulla Polonia per 3-1, nei quarti di finale fermarono con un 2-1 l'Inghilterra vicecampione d'Europa in carica e in semifinale eliminarono il sorprendente Marocco per 2-0, accedendo così alla quarta finale mondiale della loro storia, la seconda consecutiva dopo quella vinta nel 2018 contro la Croazia.

### Tabella riassuntiva del percorso
Note: In ogni risultato sottostante, il punteggio della finalista è menzionato per primo.
| Pos. | Squadra        | Pt | G | V | N | P | GF | GS | DR |
| ---- | -------------- | -- | - | - | - | - | -- | -- | -- |
| 1.   | Argentina      | 6  | 3 | 2 | 0 | 1 | 5  | 2  | +3 |
| 2.   | Polonia        | 4  | 3 | 1 | 1 | 1 | 2  | 2  | 0  |
| 3.   | Messico        | 4  | 3 | 1 | 1 | 1 | 2  | 3  | -1 |
| 4.   | Arabia Saudita | 3  | 3 | 1 | 0 | 2 | 3  | 5  | -2 |

| Pos. | Squadra   | Pt | G | V | N | P | GF | GS | DR |
| ---- | --------- | -- | - | - | - | - | -- | -- | -- |
| 1.   | Francia   | 6  | 3 | 2 | 0 | 1 | 6  | 3  | +3 |
| 2.   | Australia | 6  | 3 | 2 | 0 | 1 | 3  | 4  | -1 |
| 3.   | Tunisia   | 4  | 3 | 1 | 1 | 1 | 1  | 1  | 0  |
| 4.   | Danimarca | 1  | 3 | 0 | 1 | 2 | 1  | 3  | -2 |

## Contesto
A livello di formazione, per l'Argentina ci furono importanti variazioni: il CT Lionel Scaloni schierò Ángel Di María titolare per la prima volta dopo tre esclusioni consecutive (a causa dei problemi fisici che avevano in precedenza afflitto il giocatore), sulla sinistra preferì Nicolás Tagliafico a Marcos Acuña e mantenne in panchina Leandro Paredes, che aveva giocato da titolare nella semifinale. La Francia invece si presentò all'ultimo atto dopo che alcuni giocatori erano stati colpiti da sintomi influenzali nei giorni precedenti alla partita, con il commissario tecnico Didier Deschamps che riuscì a schierare in campo Adrien Rabiot, che aveva saltato la semifinale per gli stessi motivi, e Dayot Upamecano al centro della difesa al posto di Ibrahima Konaté.

## Descrizione della partita

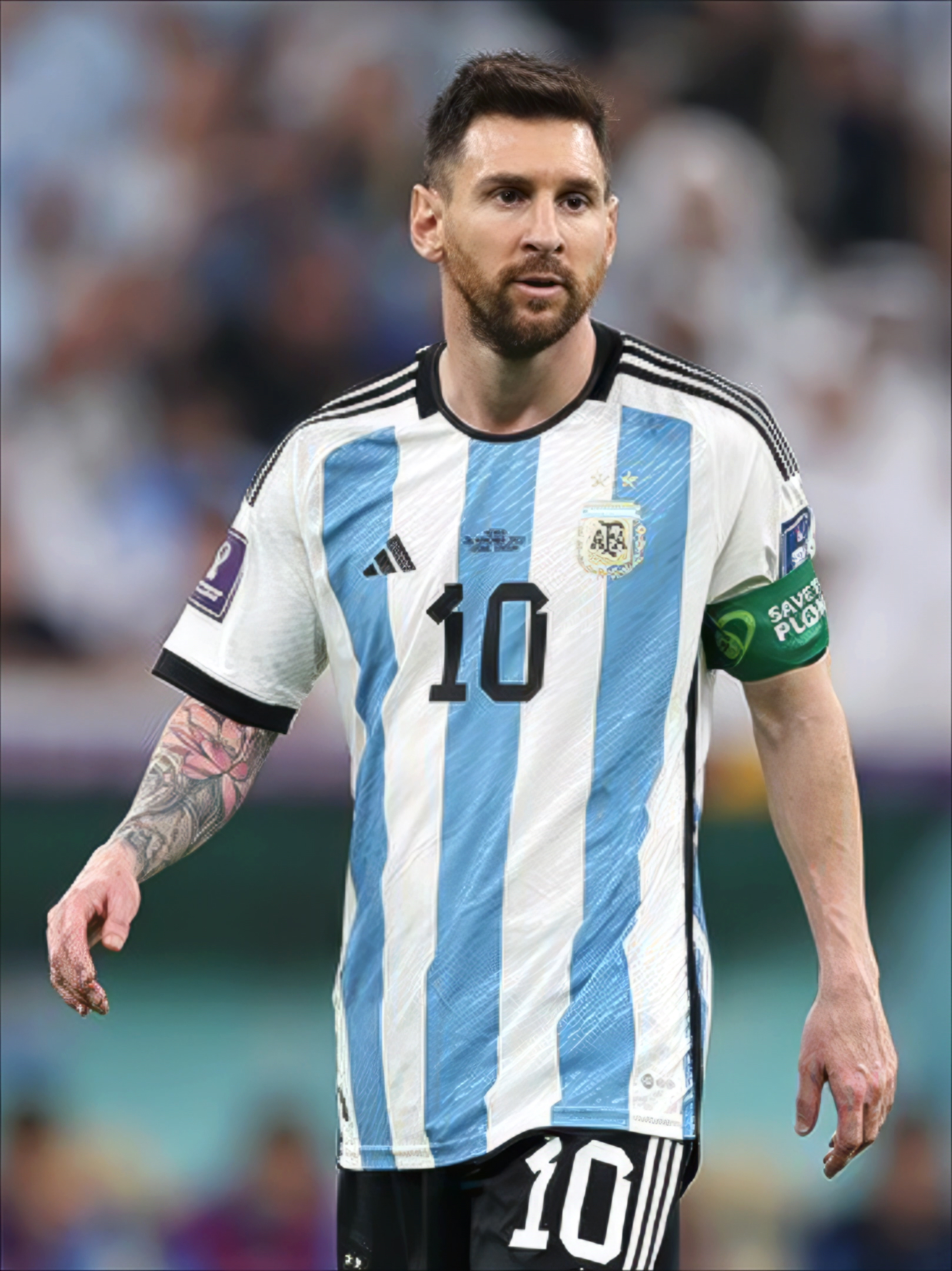
Lionel Messi, capitano dell'Albiceleste, premiato come MVP della finale e Pallone d'oro del torneo

La finale del torneo si è disputata alle 18:00 ora locale di domenica 18 dicembre 2022 allo stadio Iconico di Lusail, situato nell'area urbana di Doha, davanti a 88 966 spettatori, fra cui vari membri del Consiglio FIFA e il presidente Gianni Infantino, oltre a importanti capi di Stato come l'emiro del Qatar Tamim Al Thani e il presidente francese Emmanuel Macron; assente invece il presidente argentino Alberto Fernández, il quale ha rifiutato di volare in Qatar e presenziare alla gara a causa di possibili contraccolpi politici. Tale finale è stata annunciata come una grande sfida fra le rispettive stelle delle due nazionali, ovvero Lionel Messi e Kylian Mbappé, entrambi in testa alla classifica marcatori con cinque reti in sei gare, e con il primo che, al suo ultimo campionato mondiale in carriera, è ancora alla ricerca del suo primo trionfo, dopo la sconfitta contro la Germania nella finale del 2014.
La partita si sblocca al 23' dopo che Ángel Di María, entrato in area di rigore, viene toccato sulla gamba d'appoggio e sbilanciato con una spinta da Ousmane Dembélé, rigore: dal dischetto si presenta Messi, che spiazza Hugo Lloris incrociando con il sinistro. Al 36' lo stesso Di María realizza il gol del raddoppio su assist di Alexis Mac Allister, in seguito ad un'azione corale in ripartenza innescata da un passaggio di esterno piede di Messi. L'allenatore francese Didier Deschamps effettua quindi due sostituzioni pochi minuti prima della fine del primo tempo, inserendo, al posto di Olivier Giroud e di Dembélé, gli attaccanti Randal Kolo Muani e Marcus Thuram, con quest'ultimo che diviene il primo giocatore a scendere in campo in una finale mondiale dopo il padre (Lilian, vincitore nell'atto conclusivo del 1998 e vicecampione in quello del 2006).
Nel secondo tempo la partita diventa più spigolosa e si registrano più infrazioni. Al 53' Adrien Rabiot rischia il rosso per un duro fallo da tergo sulla caviglia di Rodrigo de Paul, ma l'arbitro estrae il cartellino giallo, così come per Leandro Paredes successivamente per un intervento rude su Eduardo Camavinga. L'Argentina spinge ancora e va vicina al 3-0 con Mac Allister che viene atterrato in area da Dayot Upamecano, ma l'arbitro lascia correre; dopodiché l'Albiceleste abbassa i ritmi e riesce a gestire il doppio vantaggio fino a quando Kolo Muani subisce un fallo in area da Nicolás Otamendi (non ammonito). Il rigore scaturitone viene trasformato in gol all'80' da Mbappé, il quale appena un minuto dopo riesce a pareggiare con un tiro di destro in sforbiciata su assist di Thuram. L'Argentina accusa il colpo, ma contiene gli attacchi dei Bleus, portando la sfida ai supplementari.
Dopo vari tentativi nella prima frazione ad opera di Messi, Mac Allister e del neo-entrato Lautaro Martínez, nella seconda parte l'Argentina torna in vantaggio grazie al suo capitano Messi, che ribadisce oltre la linea di porta un tiro dello stesso Martínez parato da Lloris.
Da parte della stampa francese si levarono proteste post-match per un possibile annullamento della rete in quanto due giocatori argentini in fase di riscaldamento-esultanza avevano i piedi in campo prima che il pallone terminasse in gol. Tuttavia, il regolamento chiarisce che se l'arbitro non si accorge dell'infrazione (il che sta a significare implicitamente che la violazione è ininfluente), la rete non deve essere annullata. Non solo, il protocollo VAR stabilisce un intervento della sala solo in caso di chiaro ed evidente errore (quindi un episodio ininfluente oppure non violento non può esserlo).
A tre minuti dalla fine, un tiro di Mbappé viene fermato in area con un braccio largo da Gonzalo Montiel: l'arbitro Marciniak assegna il terzo rigore della partita. Dal dischetto il francese realizza la sua personale tripletta, laureandosi capocannoniere dell'edizione e divenendo il secondo giocatore a segnare tre gol in una finale di un campionato mondiale dopo Geoff Hurst nel 1966; in virtù della rete messa a segno nell'atto finale del 2018, il francese diviene anche il giocatore ad avere segnato complessivamente più reti nelle finali dei Mondiali.
A pochi secondi dal fischio finale il portiere argentino Emiliano Martínez compie una parata prodigiosa neutralizzando una grande occasione capitata sui piedi di Kolo Muani. Per la terza volta nella storia dopo il 1994 e il 2006 (quando la stessa Francia fu sconfitta dall'Italia), il massimo trofeo calcistico per nazionali maggiori viene assegnato ai calci di rigore. Per la quinta volta la finale ha fatto registrare sei marcature fra tempi regolamentari e supplementari, dopo quelle del 1930, 1938, 1966 e, la più recente, nel 2018.
La Francia comincia la serie di rigori per prima con Mbappé, che realizza il suo terzo rigore della partita, dopodiché il tiro di Kingsley Coman viene neutralizzato dal portiere argentino. Successivamente Aurélien Tchouaméni tira fuori dallo specchio della porta, mentre Kolo Muani segna. I quattro argentini invece non sbagliano: segnano Messi, Paulo Dybala, Paredes e infine Montiel, che permette così all'Albiceleste di tornare campione del mondo a 36 anni dall'ultima affermazione, per la terza volta nella sua storia.

## Tabellino
| Arbitro: | Szymon Marciniak |

|                                     |                      |                                     |
| Messi 23’ (rig.), 108’ Di María 36’ | Marcatori            | 80’ (rig.), 81’, 118’ (rig.) Mbappé |
| Messi Dybala Paredes Montiel        | Tiri di rigore 4 – 2 | Mbappé Coman Tchouaméni Kolo Muani  |

| Argentina | Francia |

| Argentina (4-3-3) |    |                     |        |        |
|                   |    |                     |        |        |
| P                 | 23 | Emiliano Martínez   | 120+5’ |        |
| D                 | 26 | Nahuel Molina       |        | 91’    |
| D                 | 13 | Cristian Romero     |        |        |
| D                 | 19 | Nicolás Otamendi    |        |        |
| D                 | 3  | Nicolás Tagliafico  |        | 120+1’ |
| C                 | 7  | Rodrigo de Paul     |        | 102’   |
| C                 | 24 | Enzo Fernández      | 45+7’  |        |
| C                 | 20 | Alexis Mac Allister |        | 116’   |
| A                 | 10 | Lionel Messi        |        |        |
| A                 | 9  | Julián Álvarez      |        | 102’   |
| A                 | 11 | Ángel Di María      |        | 64’    |
| A disposizione:   |    |                     |        |        |
| P                 | 1  | Franco Armani       |        |        |
| P                 | 12 | Gerónimo Rulli      |        |        |
| D                 | 2  | Juan Foyth          |        |        |
| D                 | 4  | Gonzalo Montiel     | 116’   | 91’    |
| C                 | 5  | Leandro Paredes     | 114’   | 102’   |
| D                 | 6  | Germán Pezzella     |        | 116’   |
| D                 | 8  | Marcos Acuña        | 90+8’  | 64’    |
| C                 | 14 | Exequiel Palacios   |        |        |
| A                 | 15 | Ángel Correa        |        |        |
| C                 | 16 | Thiago Almada       |        |        |
| C                 | 17 | Alejandro Gómez     |        |        |
| C                 | 18 | Guido Rodríguez     |        |        |
| A                 | 21 | Paulo Dybala        |        | 120+1’ |
| A                 | 22 | Lautaro Martínez    |        | 102’   |
| D                 | 25 | Lisandro Martínez   |        |        |
| CT:               |    |                     |        |        |
| Lionel Scaloni    |    |                     |        |        |

| Francia (4-2-3-1) |    |                     |       |        |
|                   |    |                     |       |        |
| P                 | 1  | Hugo Lloris         |       |        |
| D                 | 5  | Jules Koundé        |       | 120+1’ |
| D                 | 4  | Raphaël Varane      |       | 113’   |
| D                 | 18 | Dayot Upamecano     |       |        |
| D                 | 22 | Theo Hernández      |       | 71’    |
| C                 | 8  | Aurélien Tchouaméni |       |        |
| C                 | 14 | Adrien Rabiot       | 55’   | 96’    |
| C                 | 11 | Ousmane Dembélé     |       | 41’    |
| C                 | 7  | Antoine Griezmann   |       | 71’    |
| C                 | 10 | Kylian Mbappé       |       |        |
| A                 | 9  | Olivier Giroud      | 90+5’ | 41’    |
| A disposizione:   |    |                     |       |        |
| P                 | 16 | Steve Mandanda      |       |        |
| P                 | 23 | Alphonse Areola     |       |        |
| D                 | 2  | Benjamin Pavard     |       |        |
| D                 | 3  | Axel Disasi         |       | 120+1’ |
| C                 | 6  | Mattéo Guendouzi    |       |        |
| A                 | 12 | Randal Kolo Muani   |       | 41’    |
| C                 | 13 | Youssouf Fofana     |       | 96’    |
| C                 | 15 | Jordan Veretout     |       |        |
| D                 | 17 | William Saliba      |       |        |
| A                 | 20 | Kingsley Coman      |       | 71’    |
| D                 | 24 | Ibrahima Konaté     |       | 113’   |
| C                 | 25 | Eduardo Camavinga   |       | 71’    |
| A                 | 26 | Marcus Thuram       | 87’   | 41’    |
| CT:               |    |                     |       |        |
| Didier Deschamps  |    |                     |       |        |

| Assistenti arbitrali: Paweł Sokolnicki (Polonia) Tomasz Listkiewicz (Polonia) Quarto ufficiale: Ismail Elfath (Stati Uniti d'America) Assistente di riserva: Kathryn Nesbitt (Stati Uniti d'America) VAR: Tomasz Kwiatkowski (Polonia) Assistenti al VAR: Juan Ernesto Soto (Venezuela) Kyle Atkins (Stati Uniti d'America) Fernando Guerrero (Messico) Fuorigioco semi-automatico al VAR: Bastian Dankert (Germania) Assistente del fuorigioco semi-automatico al VAR: Corey Parker (Stati Uniti d'America) | Regole dell'incontro: - due tempi regolamentari da 45 minuti ciascuno; - due tempi supplementari da 15 minuti ciascuno in caso di parità; - tiri di rigore in caso di ulteriore parità; inizialmente cinque per squadra, e a oltranza fino a spareggio in caso di ulteriore parità; - numero massimo di 26 giocatori per squadra a referto (11 in campo e 15 come potenziali sostituti); - cinque sostituzioni permesse nei tempi regolamentari; una sesta permessa nei tempi supplementari; - una sostituzione permessa per commozione cerebrale. |

## Statistiche
| Statistiche       | Argentina | Francia |
| ----------------- | --------- | ------- |
| Reti segnate      | 2         | 0       |
| Tiri totali       | 6         | 0       |
| Tiri in porta     | 3         | 0       |
| Parate            | 0         | 1       |
| Possesso palla    | 59%       | 41%     |
| Calci d'angolo    | 2         | 0       |
| Falli commessi    | 10        | 11      |
| Fuorigioco        | 3         | 0       |
| Cartellini gialli | 1         | 0       |
| Cartellini rossi  | 0         | 0       |

| Statistiche       | Argentina | Francia |
| ----------------- | --------- | ------- |
| Reti segnate      | 0         | 2       |
| Tiri totali       | 6         | 6       |
| Tiri in porta     | 4         | 3       |
| Parate            | 1         | 4       |
| Possesso palla    | 45%       | 55%     |
| Calci d'angolo    | 2         | 3       |
| Falli commessi    | 9         | 5       |
| Fuorigioco        | 0         | 2       |
| Cartellini gialli | 1         | 3       |
| Cartellini rossi  | 0         | 0       |

| Statistiche       | Argentina | Francia |
| ----------------- | --------- | ------- |
| Reti segnate      | 1         | 1       |
| Tiri totali       | 8         | 4       |
| Tiri in porta     | 3         | 2       |
| Parate            | 1         | 2       |
| Possesso palla    | 62%       | 38%     |
| Calci d'angolo    | 2         | 2       |
| Falli commessi    | 6         | 3       |
| Fuorigioco        | 1         | 2       |
| Cartellini gialli | 3         | 0       |
| Cartellini rossi  | 0         | 0       |

| Statistiche       | Argentina | Francia |
| ----------------- | --------- | ------- |
| Reti segnate      | 3         | 3       |
| Tiri totali       | 20        | 10      |
| Tiri in porta     | 10        | 5       |
| Parate            | 2         | 7       |
| Possesso palla    | 54%       | 46%     |
| Calci d'angolo    | 6         | 5       |
| Falli commessi    | 26        | 19      |
| Fuorigioco        | 4         | 4       |
| Cartellini gialli | 5         | 3       |
| Cartellini rossi  | 0         | 0       |

## Conseguenze

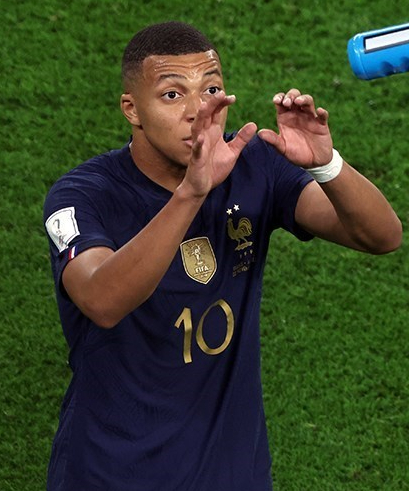
Kylian Mbappé, numero dieci dei Bleus, vincitore della Scarpa d'oro del torneo

Nell'albo d'oro, l'Argentina salì a tre vittorie, staccando la Francia e l'Uruguay, dietro solo al Brasile con cinque e alla coppia formata dall'Italia e dalla Germania con quattro. Quella della nazionale albiceleste rappresentò la prima vittoria del mondiale di una nazionale sudamericana dal Brasile nel 2002; l’Argentina, inoltre, divenne prima squadra detentrice della Copa América a vincere la Coppa del Mondo; diventò anche la prima nazionale dopo la Spagna a vincere il campionato mondiale dopo aver perso la gara inaugurale della rassegna iridata. Quella dell'Argentina fu la decima vittoria per una nazionale sudamericana e l'ottava in undici finali contro nazionali europee. La Francia divenne invece la terza nazionale detentrice del titolo a uscire sconfitta nella successiva finale, dopo l'Argentina nel 1990 e il Brasile nel 1998 (che in quell'edizione aveva perso contro la stessa Francia); non riuscì quindi a vincere due titoli mondiali di fila, impresa ottenuta solo dall'Italia nel 1934 e 1938 e dal Brasile nel 1958 e 1962. La finale fu la terza a decidersi ai tiri di rigore, dopo quelle del 1994 e del 2006, quest'ultima persa sempre dalla Francia. I sei gol segnati in finale portarono il totale delle reti realizzate a 172, stabilendo un nuovo primato e superando i 171 gol segnati nel 1998 e nel 2014.
Alla cerimonia di premiazione, oltre al presidente della FIFA Gianni Infantino, presenziarono l'emiro del Qatar Tamim Al Thani, il presidente della Repubblica francese Emmanuel Macron, il presidente della Federazione argentina Claudio Tapia, il presidente della Federazione francese Noël Le Graët, il presidente della CONMEBOL Alejandro Domínguez e il presidente della UEFA Aleksander Čeferin. A portare il trofeo in campo per la premiazione furono Sergio Batista e Nery Pumpido, campioni del mondo nel 1986. Prima di alzare il trofeo, Lionel Messi vestì il bisht, un tradizionale indumento maschile dei Paesi arabi, che gli fu consegnato da Al Thani.

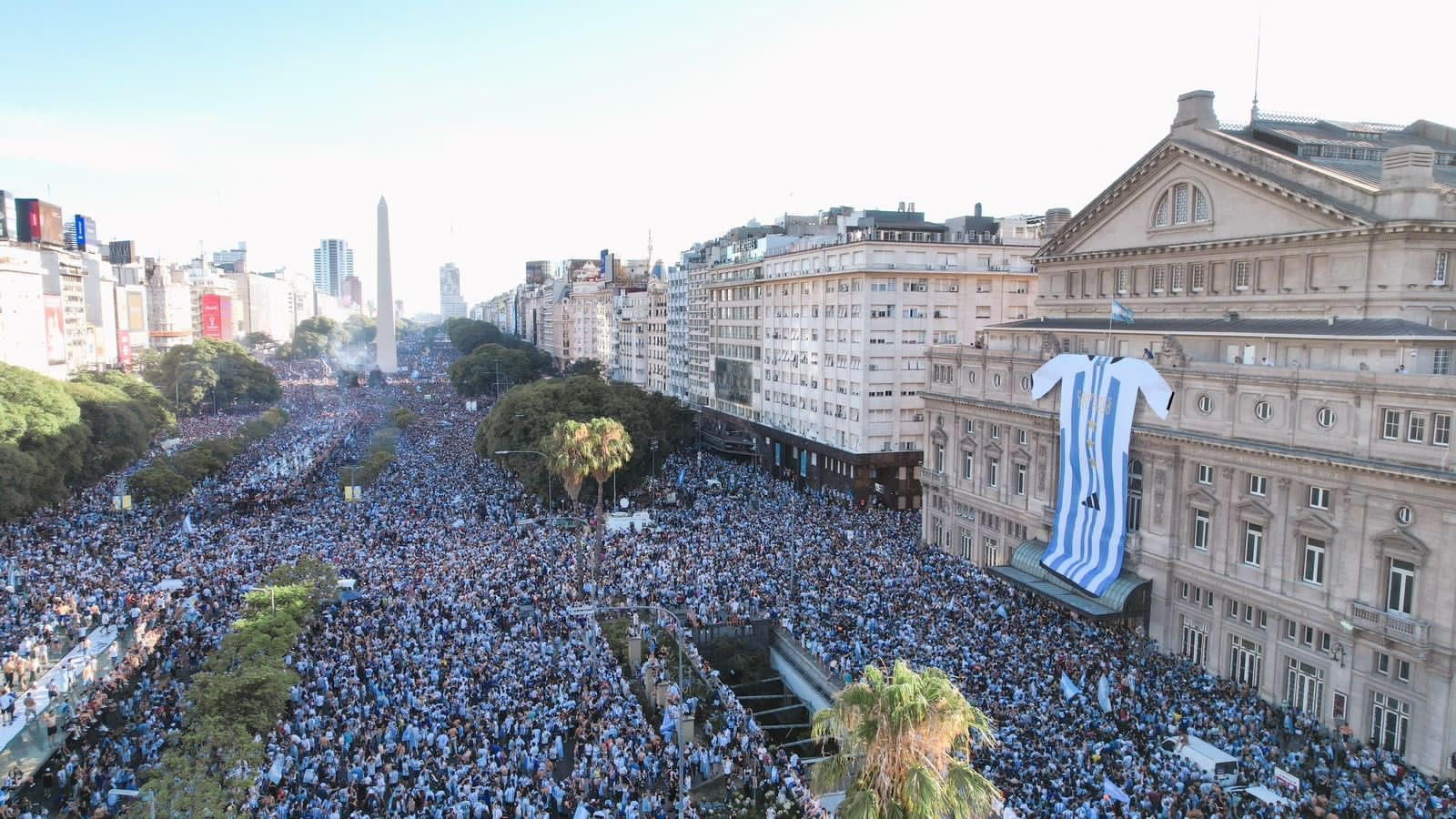
Festeggiamenti dei tifosi argentini nell'Avenida 9 de Julio di Buenos Aires, a poca distanza dall'Obelisco in Plaza de la República

Oltre ad essere eletto MVP della finale, Messi vinse il premio del Pallone d'oro del campionato mondiale, divenendo il primo calciatore della storia a ricevere tale riconoscimento per due volte, dopo il 2014. Inoltre, il capitano dell'Argentina vinse anche la Scarpa d'argento come secondo miglior marcatore del torneo, con sette reti. Con la presenza in finale, Messi superò Lothar Matthäus come giocatore con più partite giocate nel campionato del mondo; con la doppietta nell'atto conclusivo, divenne anche il secondo giocatore a segnare in tutti i turni della fase a eliminazione diretta del torneo a partire dagli ottavi di finale, dopo l'ungherese György Sárosi nel 1938. Con la tripletta messa a segno in finale, arrivata dopo la rete realizzata nella finale del 2018, Kylian Mbappé diventò il miglior marcatore nelle finali mondiali, sorpassando Geoff Hurst, Pelé, Vavá e Zinédine Zidane. Mbappé terminò la rassegna iridata come miglior marcatore e si aggiudicò la Scarpa d'oro con otto gol, il numero più alto da quello fatto registrare da Ronaldo nel 2002 (otto anche in quel caso); il francese si aggiudicò anche il Pallone d'argento del campionato mondiale. Il portiere dell'Argentina Emiliano Martínez vinse il Guanto d'oro del campionato mondiale come miglior portiere del torneo, mentre il compagno di squadra Enzo Fernández si aggiudicò il riconoscimento come miglior giovane della rassegna iridata.
Dopo la finale, in Argentina partirono le celebrazioni per la vittoria, specialmente a Buenos Aires e a Rosario, la città natale di Messi e Di María. In Francia, invece, si verificarono scontri a Parigi, Lione e Nizza, così com'era successo anche dopo la vittoria nella finale del 2018 e dopo le vittorie contro Inghilterra e Marocco nella rassegna di questa edizione.